# بابكر زيباري
بابكر زيباري هو جنرال في الجيش العراقي الجديد، ورئيس أركان الجيش العراقي في الفترة من 2003 حتى عام 2015.

## التعليم
تعلم زيباري في الدفاع الجوي ودرس في مدرسة الصاعقة (الحارس) وتدرب أيضا على عدة أنظمة مضادة للدبابات

## اعفائه من أركان الجيش
أحال رئيس الوزراء العراقي، حيدر العبادي، بابكر إلى التقاعد. وعين العبادي، عثمان الغانمي بمنصب رئيس أركان الجيش وكالةً.

## القاء القبض
أصدرت هيئة النزاهة العراقية، مُذكرة اعتقال بحق رئيس اركان السابق للجيش العراقي الكُردي بابكر زيباري، بتهمة الإضرار بالمال العام. استناداً إلى أحكام المادة 340 من قانون العقوبات.